# Dasypecus
Dasypecus is een vliegengeslacht uit de familie van de roofvliegen (Asilidae).

## Soorten
- D. heteroneurus Philippi, 1865
- D. latus (Philippi, 1865)